# Ucel
Ucel – miejscowość i gmina we Francji, w regionie Owernia-Rodan-Alpy, w departamencie Ardèche.
Według danych na rok 1990 gminę zamieszkiwało 1677 osób, a gęstość zaludnienia wynosiła 303 osoby/km² (wśród 2880 gmin regionu Rodan-Alpy Ucel plasuje się na 514. miejscu pod względem liczby ludności, natomiast pod względem powierzchni na miejscu 1473.).

## Populacja

Populacja Ucel w latach 1962-2008